# Taylor James
Taylor James (* 26. Januar 1980 in Sevenoaks) ist ein britischer Filmschauspieler.

## Leben
Taylor James, Sohn britischer Eltern, lebte mit ihnen seine ersten sechs Lebensjahre, bis 1986 in Südafrika. Da er in England eine bessere Schulbildung bekommen hätte, als in Südafrika, zogen seine Eltern mit ihm wieder in die alte Heimat zurück. Hier absolvierte er unter anderem von 1991 bis 1997 die Sekundarschule in Northamptonshire. Nach zwei Jahren am College in Northampton bekam er ein Stipendium am London Studio Center, an dem er im Jahr 2003 seinen Abschluss als Schauspieler erwarb.
Taylor James ist vor allem Londoner Theaterbesuchern ein Begriff, da er in einigen bekannten Musicals wie Guys and Dolls, Mamma Mia! und Footloose zu sehen war. Nach einem im Jahr 2007 absolvierten Gastauftritt in der britischen Fernsehserie Hotel Babylon feierte er 2008, im Alter von erst 28 Jahren, sein Filmdebüt in der Musicalverfilmung Mamma Mia! an der Seite von Pierce Brosnan und Meryl Streep.
Seine erste größere Rolle bekam er jedoch erst 2018 als Hauptdarsteller in der Bibelverfilmung Samson – Der Auserwählte, Der Verratene, Der Triumphator.

## Filmografie
- 2008: Mamma Mia!
- 2017: Justice League
- 2018: Samson – Der Auserwählte, Der Verratene, Der Triumphator (Samson)
- 2021: Zack Snyder’s Justice League
- 2024: The Beekeeper